# Jenny Whittle
Jennifer Hazel Whittle (Gold Coast; 5 de septiembre de 1973) es una exjugadora de baloncesto australiana. Ha conseguido 5 medallas en competiciones internacionales con Australia, entre Mundiales y Juegos Olímpicos.